# Nyêmo
Nyêmo, Nimu (tyb. སྙེ་མོ་རྫོང་, Wylie: snye mo rdzong, ZWPY: Nyêmo Zong; chiń. upr. 尼木县; pinyin Nímù Xiàn) – powiat w centralnej części Tybetańskiego Regionu Autonomicznego, w prefekturze Lhasa. W 1999 roku powiat liczył 28 886 mieszkańców.